# Colocongridae
I Colocongridae sono una famiglia di pesci ossei marini appartenente all'ordine Anguilliformes.

## Distribuzione e habitat
Gli appartenenti alla famiglia sono diffusi in tutti gli oceani. Sono però assenti dal mar Mediterraneo.
Vivono a profondità piuttosto elevate, nel piano batiale o in quello abissale.

## Descrizione
Rispetto agli altri Anguilliformes questi pesci hanno un aspetto meno allungato e più tozzo, con coda più breve. Il muso è ottuso. La linea laterale è sviluppata. Le pinne pettorali sono grandi. L'ano, a differenza della maggioranza degli altri anguilliformi, è posto nella metà posteriore del corpo.
La specie più grande è Coloconger cadenati che raggiunge i 90 cm, le altre specie non superano i 50 cm.

## Biologia
Poco nota.

## Specie
- Genere Coloconger
  - Coloconger cadenati
  - Coloconger canina
  - Coloconger eximia
  - Coloconger giganteus
  - Coloconger japonicus
  - Coloconger meadi
  - Coloconger raniceps
  - Coloconger scholesi
- Genere Thalassenchelys
  - Thalassenchelys coheni
  - Thalassenchelys foliaceus[2]